# Wybory do Rady Najwyższej ZSRR w 1962 roku
Wybory do Rady Najwyższej ZSRR w 1962 roku – przeprowadzone 18 marca 1962 roku wybory do Rady Najwyższej ZSRR.
Rada Najwyższa składała się z dwóch izb, z których w każdej zasiadało 750 posłów. W Radzie Związku na każdego posła przypadało 300.000 obywateli, a w Izbie Narodowości każda z republik była reprezentowana przez 32 posłów, każda autonomiczna republika przez 11, każdy obwód autonomiczny przez 5 i każdy okręg autonomiczny przez 1.
Według sowieckiego prawa 2.852.000 ludzi z 133.386.000 było pozbawione praw wyborczych z różnych powodów. KPZR otrzymała 100% głosów i wszystkie miejsca w Radzie Najwyższej.